# Башня Ванга

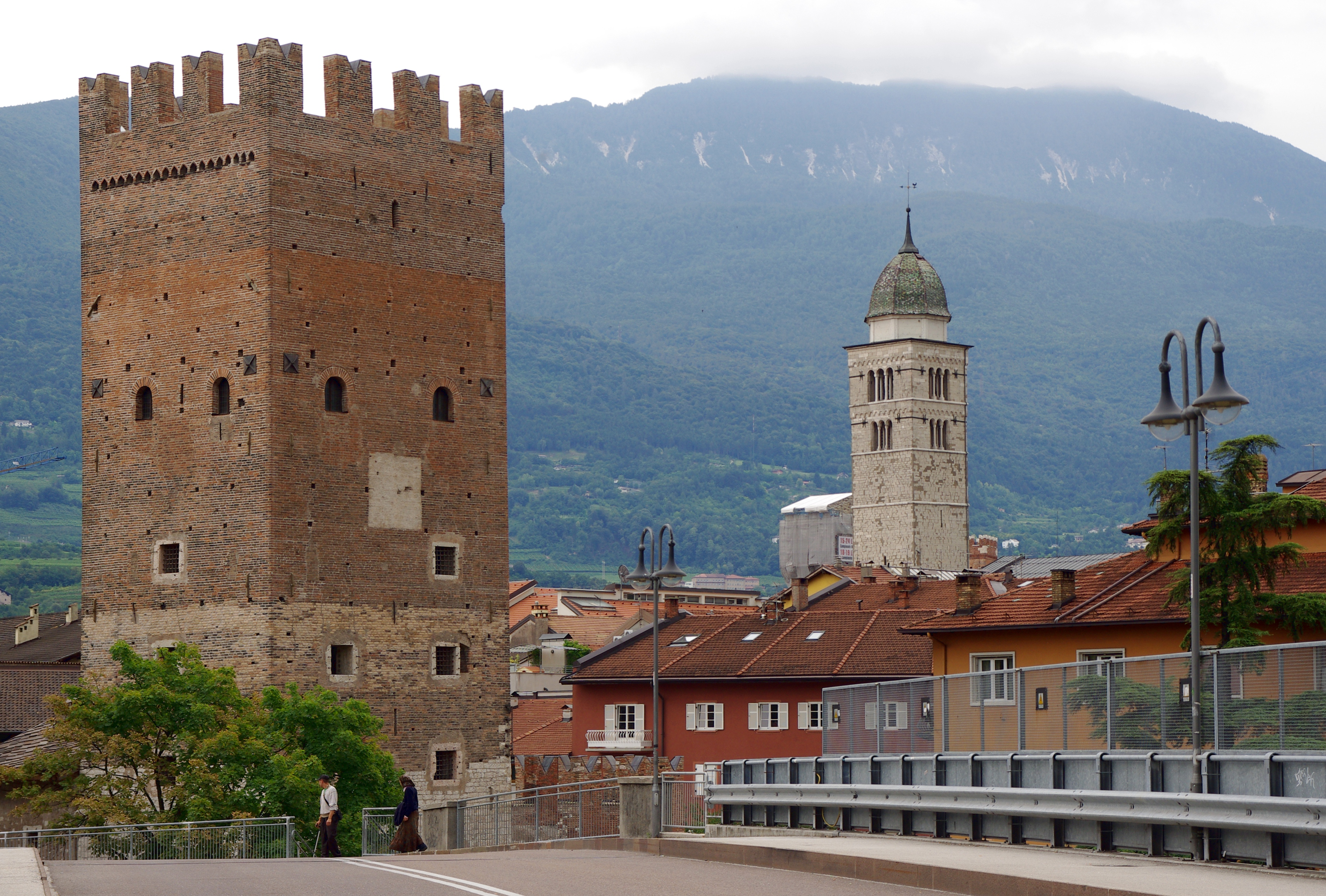
Башня Ванга

Башня Ванга (итал. Torre Vanga) — историческая достопримечательность в районе старой части итальянского города Тренто столице области Трентино-Альто-Адидже, административном центре одноимённой провинции Тренто. Расположена на площади Портела, 1.
Построенный в 1210 году князем-епископом Трентского епископства Федерико Вангой на берегу реки Адидже. Целью сооружения башни был контроль доступа к Досс-Тренто, одному из трёх холмом, окружающих город Тренто. Зубчатая передняя часть украшена квадратными окнами. Крытый деревянный мост соединял башню с противоположным берегом реки, где в уединенном месте располагалось аббатство Сан-Лоренцо. В башне была также дверь, которая вела на дорогу в долины Джудикари и Ломбардия.
Во время восстания 1407 года здесь был заключён князь-епископ Георгий Лихтенштейнский.
В течение веков входила в фортификационную систему обороны города. С начала XIX века башня стала использоваться как тюрьма: именно к этому периоду относятся её квадратные окна.
Ныне используется в качестве выставочного центра Музея современного искусства Тренто. Является временным местонахождением Национального исторического музея альпийских войск.

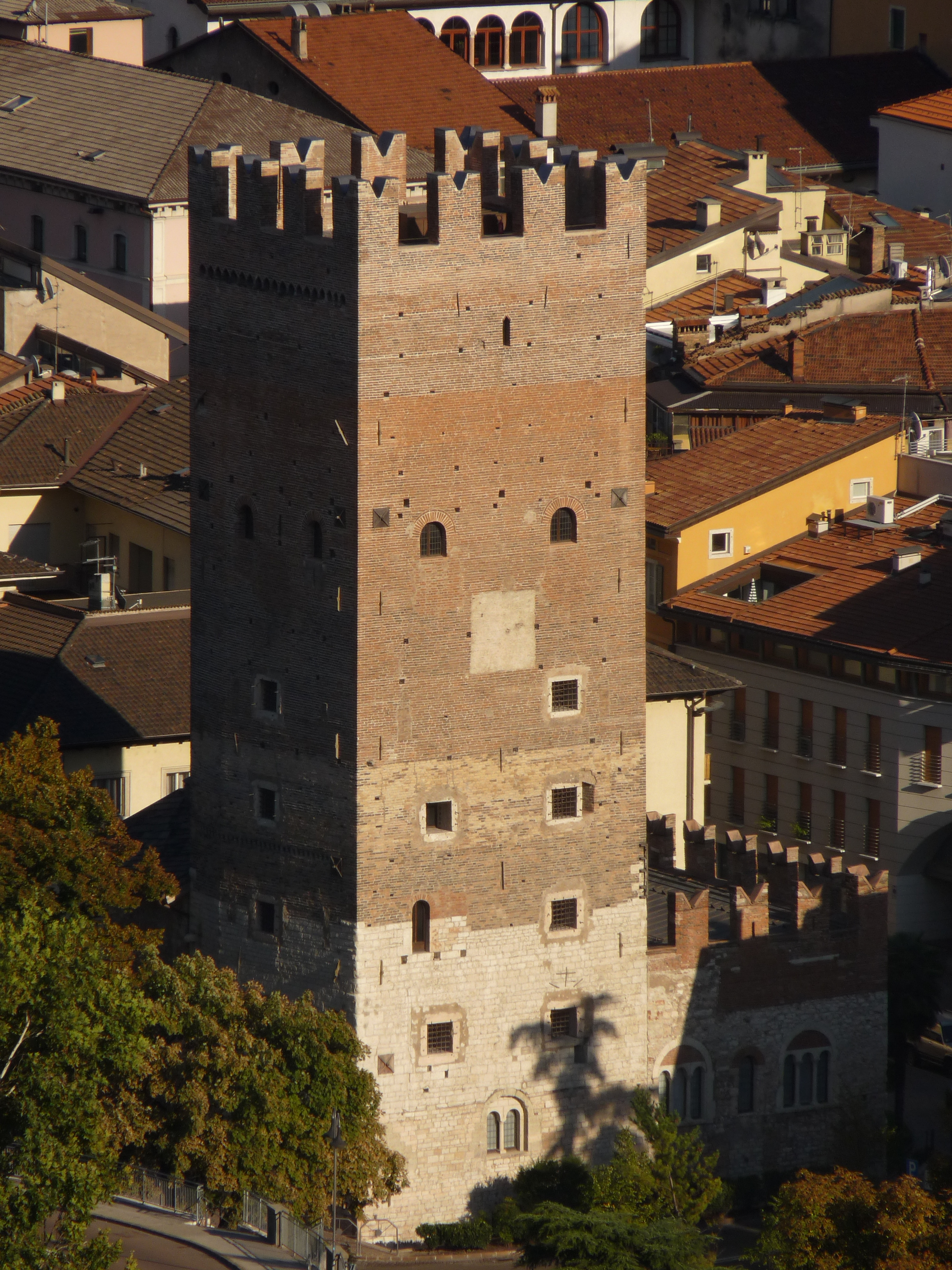
Вид на башню с северо-запада
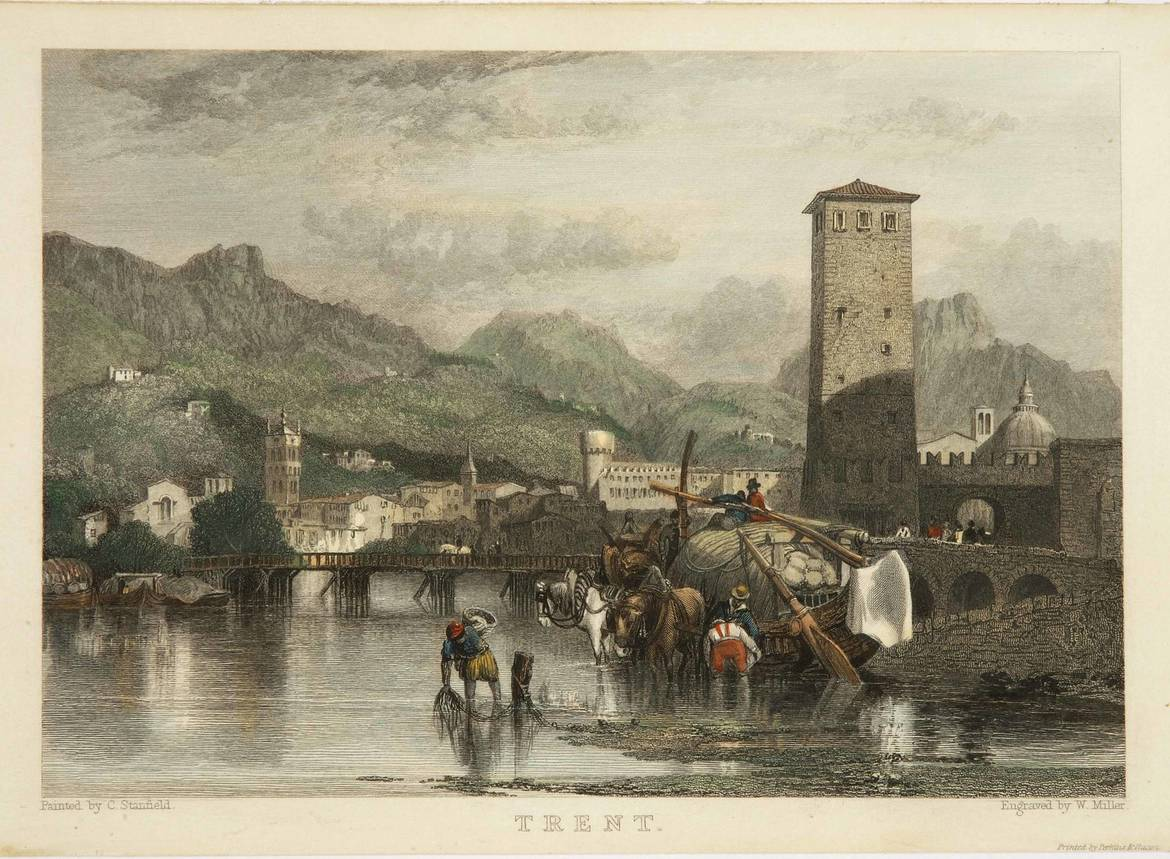
Башня в 1832 году